# 貴志川
貴志川（きしがわ）は、紀の川水系最大の支流で和歌山県北部を流れる一級河川。

## 地理
和歌山県伊都郡高野町の高野山西麓に源を発し、野上谷を西流したのち海南市沖野々で北東へ大きく転じる。合流点付近で北西流となり、紀の川市と岩出市の境界から紀の川に注ぐ。流域の75%が森林であり、中流域には果樹園が、下流域には水田が広がる。
中流は住宅街にも面しているが、古くからホタルの名所として名高い（旧・貴志川町のシンボルも蛍であった）清流として知られており、市民、周辺住民による運動が盛んなエリアである。鮎釣りも盛ん。
かつては大池貴志川県立自然公園の指定範囲でもあったが、生物、植生の多様性など特筆性に乏しいことから指定解除となった（界隈には龍門山県立自然公園がある）。

## 流域の自治体
和歌山県
伊都郡高野町、かつらぎ町、海草郡紀美野町、海南市、紀の川市、岩出市

## 主な支流
- 真国川
- 柘榴川

## 並行する交通

### 鉄道
かつて野上電気鉄道が野上中駅～登山口駅間で並行していたが、1994年（平成6年）4月1日に廃止された。廃止要因の一つに、沖野々駅～野上中駅間に架かる貴志川橋梁の老朽化があった。

### 道路
- 国道370号
- 国道424号